# Séries télévisées américaines diffusées durant la saison 2018-2019
| 2017-2018 • | 2018-2019 • | 2019-2020 |

Cet article liste les séries télévisées diffusées en prime time sur les principaux réseaux de télévision aux États-Unis durant la saison 2018-2019.
Ces principaux réseaux sont : ABC, CBS, The CW, la Fox et NBC. PBS n’est pas inclus car les stations locales disposent d’une grande flexibilité quant au choix des programmes et des horaires de diffusion. The CW ne propose pas de programmation nationale pour les samedis soirs.
La programmation concerne les séries diffusées entre septembre 2018 et août 2019.
À partir de cette saison, The CW reviendra à la programmation du dimanche soir pour la première fois depuis la saison 2008-2009, de 20h00 à 22h00 heure de l'Est et heure du Pacifique.

## Programmation

### Légende
- Les heures données correspondent à l’heure de l'Est et l’heure du Pacifique.
- Les nouvelles séries sont indiquées en gras.
- Le format du programme correspond à la couleur qui lui est attribuée :

Magazine d’informations
Divertissement / Télé-réalité
Sitcom / Comédie musicale / Série d’animation (20-30 minutes)
Drama / Action (40-50 minutes)
Programme sportif en direct
Programme local
Rediffusion

### Lundi
| Réseau | Réseau    | 20 h 0                              | 20 h 30                             | 21 h 0                              | 21 h 30                             | 22 h 0            | 22 h 30           |
| ------ | --------- | ----------------------------------- | ----------------------------------- | ----------------------------------- | ----------------------------------- | ----------------- | ----------------- |
| ABC    | ABC       | Dancing with the Stars              | Dancing with the Stars              | Dancing with the Stars              | Dancing with the Stars              | Good Doctor       | Good Doctor       |
| CBS    | CBS       | The Neighborhood                    | Happy Together                      | Magnum P.I.                         | Magnum P.I.                         | Bull              | Bull              |
| The CW | The CW    | Legends of Tomorrow                 | Legends of Tomorrow                 | Arrow                               | Arrow                               | Programme local   | Programme local   |
| Fox    | Fox       | The Resident                        | The Resident                        | 9-1-1                               | 9-1-1                               | Programme local   | Programme local   |
| NBC    | Automne   | The Voice                           | The Voice                           | The Voice                           | The Voice                           | Manifest          | Manifest          |
| NBC    | Hiver     | America's Got Talent: The Champions | America's Got Talent: The Champions | America's Got Talent: The Champions | America's Got Talent: The Champions | Programme à venir | Programme à venir |
| NBC    | Printemps | The Voice                           | The Voice                           | The Voice                           | The Voice                           | Programme à venir | Programme à venir |

### Mardi
| Réseau | Réseau    | 20 h 0                | 20 h 30               | 21 h 0                              | 21 h 30                             | 22 h 0                  | 22 h 30                 |
| ------ | --------- | --------------------- | --------------------- | ----------------------------------- | ----------------------------------- | ----------------------- | ----------------------- |
| ABC    | ABC       | The Conners           | The Kids Are Alright  | Black-ish                           | Splitting Up Together               | The Rookie              | The Rookie              |
| CBS    | CBS       | NCIS                  | NCIS                  | FBI                                 | FBI                                 | NCIS : Nouvelle-Orléans | NCIS : Nouvelle-Orléans |
| The CW | The CW    | Flash                 | Flash                 | Black Lightning                     | Black Lightning                     | Programme local         | Programme local         |
| Fox    | Fox       | The Gifted            | The Gifted            | L'Arme Fatale                       | L'Arme Fatale                       | Programme local         | Programme local         |
| NBC    | Automne   | The Voice             | The Voice             | This Is Us                          | This Is Us                          | New Amsterdam           | New Amsterdam           |
| NBC    | Hiver     | Ellen's Game of Games | Ellen's Game of Games | America's Got Talent: The Champions | America's Got Talent: The Champions | Programme à venir       | Programme à venir       |
| NBC    | Printemps | The Voice             | The Voice             | Programme à venir                   | Programme à venir                   | Programme à venir       | Programme à venir       |

### Mercredi
| Réseau | Réseau  | 20 h 0          | 20 h 30            | 21 h 0            | 21 h 30           | 22 h 0                  | 22 h 30                 |
| ------ | ------- | --------------- | ------------------ | ----------------- | ----------------- | ----------------------- | ----------------------- |
| ABC    | ABC     | Les Goldberg    | American Housewife | Modern Family     | Single Parents    | A Million Little Things | A Million Little Things |
| CBS    | CBS     | Survivor        | Survivor           | SEAL Team         | SEAL Team         | Esprits criminels       | Esprits criminels       |
| The CW | The CW  | Riverdale       | Riverdale          | All American      | All American      | Programme local         | Programme local         |
| Fox    | Fox     | Empire          | Empire             | Star              | Star              | Programme local         | Programme local         |
| NBC    | Automne | Chicago Med     | Chicago Med        | Chicago Fire      | Chicago Fire      | Chicago P.D.            | Chicago P.D.            |
| NBC    | Hiver   | The Titan Games | The Titan Games    | Programme à venir | Programme à venir | Programme à venir       | Programme à venir       |

### Jeudi
| Réseau | Réseau | 20 h 0                                                                   | 20 h 30                                                                  | 21 h 0                                                                   | 21 h 30                                                                  | 22 h 0                                                                   | 22 h 30                                                                  |
| ------ | ------ | ------------------------------------------------------------------------ | ------------------------------------------------------------------------ | ------------------------------------------------------------------------ | ------------------------------------------------------------------------ | ------------------------------------------------------------------------ | ------------------------------------------------------------------------ |
| ABC    | ABC    | Grey's Anatomy                                                           | Grey's Anatomy                                                           | Station 19                                                               | Station 19                                                               | Murder                                                                   | Murder                                                                   |
| CBS    | CBS    | The Big Bang Theory                                                      | Young Sheldon                                                            | Mom                                                                      | Murphy Brown                                                             | S.W.A.T.                                                                 | S.W.A.T.                                                                 |
| The CW | The CW | Supernatural                                                             | Supernatural                                                             | Legacies                                                                 | Legacies                                                                 | Programme local                                                          | Programme local                                                          |
| Fox    | Fox    | Thursday Night Football (suivant le calendrier de la compétition) (27/9) | Thursday Night Football (suivant le calendrier de la compétition) (27/9) | Thursday Night Football (suivant le calendrier de la compétition) (27/9) | Thursday Night Football (suivant le calendrier de la compétition) (27/9) | Thursday Night Football (suivant le calendrier de la compétition) (27/9) | Thursday Night Football (suivant le calendrier de la compétition) (27/9) |
| NBC    | NBC    | Superstore                                                               | The Good Place                                                           | Will & Grace                                                             | I Feel Bad                                                               | New York, unité spéciale                                                 | New York, unité spéciale                                                 |

### Vendredi
| Réseau | Réseau  | 20 h 0                   | 20 h 30       | 21 h 0              | 21 h 30             | 22 h 0          | 22 h 300        |
| ------ | ------- | ------------------------ | ------------- | ------------------- | ------------------- | --------------- | --------------- |
| ABC    | ABC     | Bienvenue chez les Huang | Speechless    | Child Support       | Child Support       | 20/20           | 20/20           |
| CBS    | CBS     | MacGyver                 | MacGyver      | Hawaii 5-0          | Hawaii 5-0          | Blue Bloods     | Blue Bloods     |
| The CW | The CW  | Dynastie                 | Dynastie      | Crazy Ex-Girlfriend | Crazy Ex-Girlfriend | Programme local | Programme local |
| Fox    | Fox     | C'est moi le chef !      | The Cool Kids | Hell's Kitchen      | Hell's Kitchen      | Programme local | Programme local |
| NBC    | Automne | Blindspot                | Blindspot     | Midnight, Texas     | Midnight, Texas     | Dateline NBC    | Dateline NBC    |
| NBC    | Hiver   | Blindspot                | Blindspot     | The Blacklist       | The Blacklist       | Dateline NBC    | Dateline NBC    |

### Samedi
| Réseau | Réseau | 20 h 0                                                                  | 20 h 30                                                                 | 21 h 0                                                                  | 21 h 30                                                                 | 22 h 0                                                                  | 22 h 30                                                                 |
| ------ | ------ | ----------------------------------------------------------------------- | ----------------------------------------------------------------------- | ----------------------------------------------------------------------- | ----------------------------------------------------------------------- | ----------------------------------------------------------------------- | ----------------------------------------------------------------------- |
| ABC    | ABC    | Saturday Night Football (suivant le calendrier de la compétition) (1/9) | Saturday Night Football (suivant le calendrier de la compétition) (1/9) | Saturday Night Football (suivant le calendrier de la compétition) (1/9) | Saturday Night Football (suivant le calendrier de la compétition) (1/9) | Saturday Night Football (suivant le calendrier de la compétition) (1/9) | Saturday Night Football (suivant le calendrier de la compétition) (1/9) |
| CBS    | CBS    | Crimetime Saturday                                                      | Crimetime Saturday                                                      | Crimetime Saturday                                                      | Crimetime Saturday                                                      | 48 Hours (en)                                                           | 48 Hours (en)                                                           |
| Fox    | Fox    | Fox College Football (suivant le calendrier de la compétition)          | Fox College Football (suivant le calendrier de la compétition)          | Fox College Football (suivant le calendrier de la compétition)          | Fox College Football (suivant le calendrier de la compétition)          | Fox College Football (suivant le calendrier de la compétition)          | Fox College Football (suivant le calendrier de la compétition)          |
| NBC    | NBC    | Dateline Saturday Mystery                                               | Dateline Saturday Mystery                                               | Dateline Saturday Mystery                                               | Dateline Saturday Mystery                                               | SNL Vintage                                                             | SNL Vintage                                                             |

### Dimanche
| Réseau | Réseau    | 19 h 0                                            | 19 h 30                                           | 20 h 0                          | 20 h 30                                                                   | 21 h 0                                                                    | 21 h 30                                                                   | 22 h 0                                                                    | 22 h 30                                                                   |
| ------ | --------- | ------------------------------------------------- | ------------------------------------------------- | ------------------------------- | ------------------------------------------------------------------------- | ------------------------------------------------------------------------- | ------------------------------------------------------------------------- | ------------------------------------------------------------------------- | ------------------------------------------------------------------------- |
| ABC    | ABC       | America's Funniest Home Videos                    | America's Funniest Home Videos                    | Dancing with the Stars Juniors  | Dancing with the Stars Juniors                                            | Shark Tank                                                                | Shark Tank                                                                | The Alec Baldwin Show                                                     | The Alec Baldwin Show                                                     |
| CBS    | CBS       | 60 Minutes                                        | 60 Minutes                                        | God Friended Me                 | God Friended Me                                                           | NCIS : Los Angeles                                                        | NCIS : Los Angeles                                                        | Madam Secretary                                                           | Madam Secretary                                                           |
| The CW | The CW    | Programme local                                   | Programme local                                   | Supergirl                       | Supergirl                                                                 | Charmed                                                                   | Charmed                                                                   | Programme local                                                           | Programme local                                                           |
| Fox    | Fox       | Fox NFL (suivant le calendrier de la compétition) | Fox NFL (suivant le calendrier de la compétition) | Les Simpson                     | Bob's Burgers                                                             | Les Griffin                                                               | Rel                                                                       | Programme local                                                           | Programme local                                                           |
| NBC    | Automne   | Football Night in America (9/9)                   | Football Night in America (9/9)                   | Football Night in America (9/9) | NBC Sunday Night Football (suivant le calendrier de la compétition) (9/9) | NBC Sunday Night Football (suivant le calendrier de la compétition) (9/9) | NBC Sunday Night Football (suivant le calendrier de la compétition) (9/9) | NBC Sunday Night Football (suivant le calendrier de la compétition) (9/9) | NBC Sunday Night Football (suivant le calendrier de la compétition) (9/9) |
| NBC    | Printemps | Dateline NBC                                      | Dateline NBC                                      | World of Dance                  | World of Dance                                                            | World of Dance                                                            | World of Dance                                                            | Good Girls                                                                | Good Girls                                                                |

## Liste des séries par réseau de télévision

### ABC
| Séries renouvelées : - 20/20 (42e saison) - America's Funniest Home Videos (29e saison) - American Housewife (3e saison) - American Idol (17e saison) - The Bachelor (23e saison) - Bienvenue chez les Huang (5e saison) - Black-ish (5e saison) - Child Support (2e saison) - Dancing with the Stars (26e saison) - For the People (2e saison) - Les Goldberg (6e saison) - Good Doctor (2e saison) - Grey's Anatomy (15e saison) - Marvel : Les Agents du SHIELD (6e saison) - Modern Family (10e saison) - Murder (5e saison) - Shark Tank (10e saison) - Speechless (3e saison) - Splitting Up Together (2e saison) - Station 19 (2e saison) | Nouvelles séries : - The Alec Baldwin Show - Dancing with the Stars Juniors - The Fix - Grand Hotel - The Kids Are Alright - A Million Little Things - The Rookie - Single Parents - Schooled - Whiskey Cavalier | Séries non renouvelées : - Alex, Inc. (en) (1 saison) - The Crossing (1 saison) - Deception (1 saison) - Designated Survivor (2 saisons) - Inhumans (1 saison) - Kevin (Probably) Saves the World (1 saison) - The Mayor (1 saison) - The Middle (9 saisons) - Once Upon a Time (7 saisons) - Quantico (3 saisons) - Roseanne (10 saisons) - Scandal (7 saisons) - Ten Days in the Valley (1 saison) |

### CBS
| Séries renouvelées : - 48 Hours (32e saison) - 60 Minutes (51e saison) - The Amazing Race (31e saison) - The Big Bang Theory (12e saison) - Blue Bloods (9e saison) - Bull (3e saison) - Celebrity Big Brother (2e saison) - Elementary (7e saison) - Esprits criminels (14e saison) - Hawaï 5-0 (9e saison) - MacGyver (3e saison) - Instinct (2e saison) - Life in Pieces (4e saison) - MacGyver (3e saison) - Madam Secretary (5e saison) - Man with a Plan (3e saison) - Mom (6e saison) - Murphy Brown (11e saison) - NCIS (16e saison) - NCIS : Los Angeles (10e saison) - NCIS: Nouvelle-Orléans (5e saison) - SEAL Team (2e saison) - Survivor (36e saison) - S.W.A.T (2e saison) - Young Sheldon (2e saison) | Nouvelles séries : - Blood & Treasure - The Code - Fam - FBI - God Friended Me - Happy Together - Magnum P.I - The Neighborhood - The Red Line | Séries non renouvelées : - 9JKL (1 saison) - Kevin Can Wait (2 saisons) - Living Biblically (1 saison) - Me, Myself & I (1 saison) - Scorpion (4 saisons) - Superior Donuts (2 saisons) - Thursday Night Football (déplacé sur Fox) - Wisdom of the Crowd (1 saison) |

### The CW
| Séries renouvelées : - Les 100 (6e saisons) - Arrow (7e saisons) - Black Lightning (2e saisons) - Crazy Ex-Girlfriend (4e saisons) - Dynastie (2e saisons) - Flash (5e saisons) - IZombie (5e saisons) - Jane the Virgin (5e saisons) - Legends of Tomorrow (4e saisons) - Riverdale (3e saisons) - Supergirl (4e saisons) - Supernatural (14e saisons) | Nouvelles séries : - All American - Charmed - In the Dark - Legacies - Roswell, New Mexico | Séries non renouvelées : - Life Sentence (1 saisons) - The Originals (5 saisons) - Valor (1 saisons) |

### Fox
| Séries renouvelées : - 9-1-1 (2e saison) - L'Arme Fatale (3e saison) - Bob's Burgers (9e saison) - C'est moi le chef ! (déplacé depuis ABC) - Cosmos : Possible Worlds (2e saison) - Empire (5e saison) - The Gifted (2e saison) - Hell's Kitchen (18e saison) - Les Griffin (17e saison) - Gotham (5e saison) - The Orville (2e saison) - The Resident (2e saison) - Les Simpson (30e saison) - Star (3e saison) - Thursday Night Football (déplacé depuis CBS/NBC) | Nouvelles séries : - The Cool Kids - The Passage - Proven Innocent - Rel | Séries non renouvelées : - Brooklyn Nine-Nine (déplacé sur NBC) - L'Exorciste (2 saisons) - The Last Man on Earth (4 saisons) - Lucifer (déplacé sur Netflix) - New Girl (7 saisons) - Very Bad Nanny (2 saisons) |

### NBC
| Séries renouvelées : - A.P. Bio (2e saison) - The Blacklist (6e saison) - Blindspot (4e saison) - Brooklyn Nine-Nine (6e saison) (déplacé depuis Fox) - Chicago Fire (7e saison) - Chicago Med (4e saison) - Chicago Police Department (6e saison) - Ellen's Game of Games (2e saison) - Football Night in America - Good Girls (2e saison) - The Good Place (3e saison) - Midnight, Texas (2e saison) - New York, unité spéciale (20e saison) - NBC Sunday Night Football - Superstore (4e saison) - This Is Us (3e saison) - The Voice (15e saison) - The Wall (3e saison) - Will et Grace (10e saison) - World of Dance (3e saison) | Nouvelles séries : - Abby's - America's Got Talent:The Champions - The Enemy Within - The Gilded Age - I Feel Bad - The InBetween - Manifest - New Amsterdam - The Titan Games - The Village | Séries non renouvelées : - The Brave (1 saison) - Great News (2 saisons) - Rise (1 saison) - Shades of Blue (3 saisons) - Taken (2 saisons) - Thursday Night Football (déplacé sur Fox) |

## Source
- (en) Cet article est partiellement ou en totalité issu de l’article de Wikipédia en anglais intitulé « 2018–19 United States network television schedule » (voir la liste des auteurs).